# شون فالون (لاعب كرة قدم)
شون فالون (بالإنجليزية: Sean Fallon)‏ (31 يوليو 1922 بسلايغو في جمهورية أيرلندا - 18 يناير 2013 بسلايغو في جمهورية أيرلندا) هو مدرب كرة قدم ولاعب كرة القدم الغالية ولاعب كرة قدم أيرلندي في مراكز قلب الدفاع والدفاع والظهير. شارك مع منتخب جمهورية أيرلندا لكرة القدم. أما مع النوادي، فقد لعب مع غلينافون ونادي سلتيك ونادي سليغو روفرز ولونغفورد تاون ‏ وSligo Senior Football Team ‏ وIrish League representative team ‏.

## وصلات خارجية
- شون فالون على موقع قاعدة بيانات كرة القدم.إي يو (الإنجليزية)
- شون فالون على موقع ناشيونال فوتبول تيمز (الإنجليزية)